# Zhang Yonghai
Zhang Yonghai (張永海T, 张永海S, Zhāng YǒnghǎiP; Panjin, 15 marzo 1979) è un ex calciatore cinese, di ruolo difensore.

## Palmarès

### Club

#### Competizioni nazionali
- Campionato cinese: 1

Beijing Guoan: 2009
- Coppa della Super League: 1

Shen. Jianlibao: 2005